# (612352) 2002 GY32
(612352) 2002 GY32 est un objet transneptunien du groupe des plutinos.

## Caractéristiques
(612352) 2002 GY32 mesure environ 200 km de diamètre.